# Trois Femmes pour un mari (film, 1913)
Pour les articles homonymes, voir Trois femmes pour un mari.
Pour plus de détails, voir Fiche technique et Distribution.
Trois Femmes pour un mari est un film muet français réalisé par Charles Prince, sorti en 1913.
Le film est une adaptation de la comédie-bouffe en trois actes Trois Femmes pour un mari d'Ernest Grenet-Dancourt, créée à Paris, au Théâtre de Cluny le 11 janvier 1884. L'adaptation a été réalisée par Georges Monca, avec un scénario de Maurice Kéroul.

## Fiche technique
- Titre : Trois Femmes pour un mari
- Réalisation : Charles Prince
- Scénario : Maurice Kéroul
- Adaptation : Georges Monca, d'après le vaudeville d'Ernest Grenet-Dancourt
- Photographie :
- Montage :
- Société de production : Société cinématographique des auteurs et gens de lettres (S.C.A.G.L)
- Société de distribution : Pathé Frères
- Pays d'origine :  France
- Langue : film muet avec les intertitres en français
- Métrage : 910 mètres
- Format : Noir et blanc — 35 mm — 1,33:1 — Muet
- Genre :  Comédie
- Durée : 30 minutes
- Numéro de catalogue Pathé : 5948
- Dates de sortie : 
  -  France : 27 juin 1913

## Distribution
- Charles Prince : André
- Raymonde Vernay : Pigeonnette / Phémie
- Yvonne Maëlec : Juliette Carindol
- André Simon : l'oncle Dubochard
- Henri Collen
- Yvonne Harnold
- Gabrielle Lange
- Fernand Rivers
- Armand Lurville